# Zamarada metallicata
Zamarada metallicata är en fjärilsart som beskrevs av W. Warren 1914. Zamarada metallicata ingår i släktet Zamarada och familjen mätare. Inga underarter finns listade i Catalogue of Life.